# Teatro Grottesco
Teatro Grottesco (en italiano, Teatro de lo Grotesco) es una colección de cuentos del autor de terror estadounidense Thomas Ligotti. Esta es su quinta colección publicada, conteniendo cuentos escritos a lo largo de su carrera. El libro fue publicado por primera vez en 2006 por Durtro Press en una edición limitada de tapa dura. Otra edición de tapa dura fue lanzada el 30 de noviembre de 2007 por Mythos Books, y una edición de bolsillo fue lanzada el 10 de julio de 2008 por Virgin Books. 
La edición en español fue publicada en abril de 2016 por la editorial independiente Valdemar.

## Contenido
El libro consta de 13 cuentos, divididos en 3 partes

### Primera Parte: Enajenaciones

#### Pureza
Un niño se muda a un nuevo barrio con su perturbada familia y descubre los extraños "principios" de su padre.

#### El Gestor de la ciudad
Un pequeño pueblo cae en una locura colectiva tras llegar un nuevo administrador municipal.

#### Atracción de Feria y otros Relatos
Un autor con problemas de dinero conoce a un autor mayor y más sabio y lee sus extrañas obras.

#### La Marioneta Payaso
Un hombre recibe visitas constantes de una marioneta sobrenatural.

#### La Torre Roja
El narrador cuenta la historia de una horrible fábrica.

### Segunda Parte: Deformaciones

#### Mi Defensa de una Acción Punitiva
Un empleado recién llegado descubre una extraña conspiración en su oficina.

#### Nuestro Supervisor Provisional
En una pequeña fábrica, un nuevo y extraño supervisor es enviado por la empresa.

#### En una Ciudad Extraña, en una Tierra Extranjera
Se cuentan varias historias sobre la extraña ciudad del otro lado de la frontera.

### Tercera Parte: Los Dañados y los Enfermos

#### Teatro Grottesco
Varios miembros de la comunidad artística local discuten la llegada de un grotesco "teatro".

#### Las Ferias de la Gasolinera
Un hombre enfermo habla de extraños recuerdos con un inquietante conocido suyo.

#### El Bungalow
Una bibliotecaria descubre una obra de arte en forma de una cinta de audio y se obsesiona con conocer a su creador.

#### Severini
Un hombre con muchos amigos creativos se ve empujado a conocer al excéntrico Severini.

#### La Sombra, la Oscuridad
Muchas personas son llevadas al extraño pueblo de Crampton por razones desconocidas.